# Robert Fitzhamon
Robert Fitzhamon (auch: Robert FitzHamon; † März 1107), Herr von Creully (heutiges Département Calvados, Normandie), war Lord of Gloucester und der Eroberer von Glamorgan. Als Verwandter Wilhelms des Eroberers war er einer der wenigen anglonormannischen Adligen, die loyal zu seinen beiden Nachfolgern Wilhelm II. und Heinrich I. standen. Seine Familie besaß die Herrschaften Torigny, Creully, Mézy und Évrecy in der Normandie.

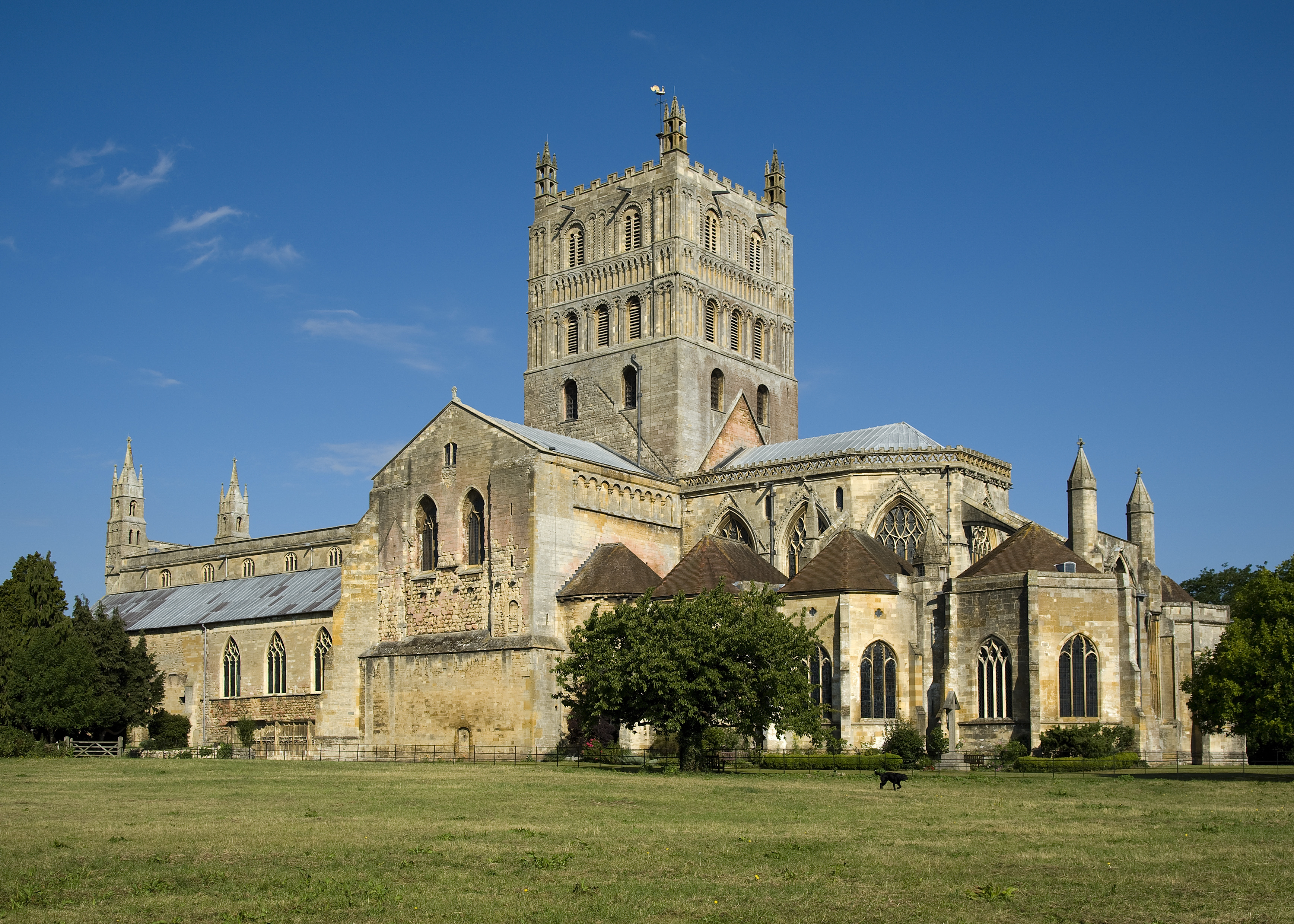
Die Abtei von Tewkesbury ist eine Gründung Robert Fitzhamons.

## Verwandtschaft und Vorfahren
Robert Fitzhamon wird als Verwandter Wilhelms des Eroberers gesehen, wobei die genaue Verwandtschaft nicht bekannt ist. Er ist dem Namen nach der Sohn eines Hamon (engl.) bzw. Aymon (frz.). In Burke’s Peerage wird er als angeblicher Enkel von Hamo Dentatus bezeichnet.

## Aufstieg in England
Robert wird im Domesday Book (1086) nicht erwähnt. Er tritt erstmals während des Aufstands von 1088 als Gefolgsmann König Wilhelms II. auf, der nach dem Scheitern der Rebellion mit umfangreichem Grundbesitz vor allem in Gloucestershire belohnt wurde.
Als der walisische Fürst Iestyn ap Gwrgan von Glamorgan die Normannen um Hilfe gegen Rhys ap Tewdwr von Deheubarth bat, schlug Robert Fitzhamon Rhys, übernahm dann aber selbst Glamorgan, und drang auch in Dyfed und Ceredigion ein. Robert Fitzhamon baute 1091 Cardiff Castle an einer Stelle, an der zuvor eine römische Festung gestanden hatte.
Rhys’ Tochter Nest ferch Rhys wurde die Geliebte Heinrichs I. und die Mutter von Robert, 1. Earl of Gloucester, der wiederum Mabel, Fitzhamons Tochter und Erbin heiratete.

## Tewkesbury Abbey
Im Jahr 1092 gründete er Tewkesbury Abbey, deren Dimensionen etwa der von Westminster Abbey entsprechen. Der erste Abt wurde Giraldus (Gerald), Abt von Cranborn, der 1110 starb, somit Jahre, bevor das immer noch unvollendete Kloster im Jahr 1121 geweiht werden konnte. Der Bau der Abtei stand offensichtlich unter dem Einfluss von Roberts Ehefrau Sibylle.

## Robert und Heinrich I.
Robert FitzHamon stand loyal zu den Königen Wilhelm II. und Heinrich I., auch als letzterer sich gegen seinen Bruder, Herzog Robert von der Normandie, zur Wehr setzen musste.
Im Jahr 1105 ging er in die Normandie, wo er in der Nähe von Bayeux in Gefangenschaft geriet – einer der Gründe, weshalb Heinrich I. im gleichen Jahr noch den Ärmelkanal überquerte. Fitzhamon wurde befreit und schloss sich Heinrichs Feldzug an. In der Schlacht von Tinchebrai erlitt er 1106 eine schwere Kopfverletzung, an der er schließlich starb. Er wurde in Tewkesbury Abbey begraben.

## Ehe und Kinder
Robert Fitzhamon heiratete um 1087/90 Sibylle, offenbar die jüngste Tochter von Roger de Montgomerie, 1. Earl of Shrewsbury, und seiner ersten Ehefrau Mabile de Bellême. Das Paar soll vier Töchter gehabt haben, die beim Tod ihres Vaters noch minderjährig waren. Deshalb zog Heinrich I. zunächst Robert Fitzhamons Ländereien ein. Schließlich verheiratete er die älteste Tochter Mabel um 1119 mit seinem unehelichen Sohn Robert und erhob diesen 1121 zum Earl of Gloucester, so dass Fitzhamons Besitz in Gloucestershire der Kern der Grafschaft Gloucester wurde. Fitzhamon wird daher auch manchmal Earl of Gloucester genannt, obwohl er es nicht war.